# Margarita Betova
Margarita Betova, (nom de naissance Gasparyan) née le 1er septembre 1994 à Moscou, est une joueuse de tennis russe. Elle fait partie de la communauté des arméniens de Russie.
À ce jour, elle a remporté deux titres en simple et quatre titres en double dames sur le circuit WTA.

## Biographie
En 2015, elle remporte lors du tournoi de Bakou son premier titre en simple. Elle récidive le 29 septembre 2018 en dominant en finale sa compatriote russe Anastasia Potapova, pourtant bien mieux classée qu'elle, lors du Tournoi de Tachkent.
Elle se marie avec le joueur de tennis biélorusse Sergey Betov en juillet 2021 et joue désormais sous le nom de Margarita Betova; elle annonce être enceinte en février 2022.

## Palmarès

### Titres en simple dames
| No | Date       | Nom et lieu du tournoi        | Catégorie | Dotation  | Surface    | Finaliste          | Score         |          |
| -- | ---------- | ----------------------------- | --------- | --------- | ---------- | ------------------ | ------------- | -------- |
| 1  | 27-07-2015 | Baku Cup, Bakou               | Intern'l  | 250 000 $ | Dur (ext.) | Patricia Maria Țig | 6-3, 5-7, 6-0 | Parcours |
| 2  | 24-09-2018 | Tournoi de Tachkent, Tachkent | Intern'l  | 250 000 $ | Dur (ext.) | Anastasia Potapova | 6-2, 6-1      | Parcours |

### Finale en simple dames
| No | Date       | Nom et lieu du tournoi                          | Catégorie | Dotation  | Surface    | Vainqueure      | Score        |          |
| -- | ---------- | ----------------------------------------------- | --------- | --------- | ---------- | --------------- | ------------ | -------- |
| 1  | 15-03-2021 | St. Petersburg Ladies Trophy, Saint-Pétersbourg | WTA 500   | 565 530 $ | Dur (int.) | Daria Kasatkina | 6-3, 2-1 ab. | Parcours |

### Titres en double dames
| No | Date       | Nom et lieu du tournoi                         | Catégorie | Dotation  | Surface      | Partenaire         | Finalistes                        | Score            |          |
| -- | ---------- | ---------------------------------------------- | --------- | --------- | ------------ | ------------------ | --------------------------------- | ---------------- | -------- |
| 1  | 27-07-2015 | Baku Cup Bakou                                 | Intern'l  | 250 000 $ | Dur (ext.)   | Alexandra Panova   | Vitalia Diatchenko Olga Savchuk   | 6-3, 7-5         | Parcours |
| 2  | 28-09-2015 | Tournoi de Tachkent Tachkent                   | Intern'l  | 250 000 $ | Dur (ext.)   | Alexandra Panova   | Vera Dushevina Kateřina Siniaková | 6-1, 3-6, [10-3] | Parcours |
| 3  | 25-04-2016 | J&T Banka Prague Open Prague                   | Intern'l  | 500 000 $ | Terre (ext.) | Andrea Hlaváčková  | María Irigoyen Paula Kania        | 6-4, 6-2         | Parcours |
| 4  | 28-01-2019 | St. Petersburg Ladies Trophy Saint-Pétersbourg | Premier   | 757 900 $ | Dur (int.)   | Ekaterina Makarova | Anna Kalinskaya Viktória Kužmová  | 7-5, 7-5         | Parcours |

### Finales en double dames
| No | Date       | Nom et lieu du tournoi       | Catégorie | Dotation  | Surface    | Vainqueures                          | Partenaire       | Score            |          |
| -- | ---------- | ---------------------------- | --------- | --------- | ---------- | ------------------------------------ | ---------------- | ---------------- | -------- |
| 1  | 08-09-2014 | Tournoi de Tachkent Tachkent | Intern'l  | 250 000 $ | Dur (ext.) | Aleksandra Krunić Kateřina Siniaková | Alexandra Panova | 6-2, 6-1         | Parcours |
| 2  | 19-08-2019 | Bronx Open Bronx             | Intern'l  | 226 750 $ | Dur (ext.) | Darija Jurak M. J. Martínez Sánchez  | Monica Niculescu | 7-5, 2-6, [10-7] | Parcours |

### Finale en double en WTA 125
| No | Date       | Nom et lieu du tournoi  | Catégorie | Dotation  | Surface    | Vainqueures                      | Partenaire          | Score            |          |
| -- | ---------- | ----------------------- | --------- | --------- | ---------- | -------------------------------- | ------------------- | ---------------- | -------- |
| 1  | 09-11-2015 | Open de Limoges Limoges | WTA 125   | 125 000 $ | Dur (int.) | Barbora Krejčíková Mandy Minella | Oksana Kalashnikova | 1-6, 7-5, [10-6] | Parcours |

## Parcours en Grand Chelem

### En simple dames
| Année | Open d'Australie | Open d'Australie | Internationaux de France | Internationaux de France | Wimbledon       | Wimbledon        | US Open         | US Open          |
| ----- | ---------------- | ---------------- | ------------------------ | ------------------------ | --------------- | ---------------- | --------------- | ---------------- |
| 2014  | —                | —                | —                        | —                        | —               | —                | Q1              | Alexandra Panova |
| 2015  | —                | —                | 1er tour (1/64)          | Ana Konjuh               | 1er tour (1/64) | Serena Williams  | Q2              | Jessica Pegula   |
| 2016  | 1/8 de finale    | Serena Williams  | 1er tour (1/64)          | Sloane Stephens          | 1er tour (1/64) | Denisa Allertová | —               | —                |
| 2018  | —                | —                | —                        | —                        | —               | —                | 1er tour (1/64) | Angelique Kerber |
| 2019  | 2e tour (1/32)   | Elise Mertens    | 1er tour (1/64)          | Anna Blinkova            | 2e tour (1/32)  | Elina Svitolina  | 2e tour (1/32)  | Johanna Konta    |
| 2020  | 1er tour (1/64)  | María Sákkari    | 1er tour (1/64)          | Elise Mertens            | Annulé          | Annulé           | 2e tour (1/32)  | Serena Williams  |
| 2021  | 1er tour (1/64)  | Garbiñe Muguruza | 1er tour (1/64)          | Ann Li                   | —               | —                | —               | —                |
|       |                  |                  |                          |                          |                 |                  |                 |                  |
| 2023  | —                | —                | —                        | —                        | 1er tour (1/64) | Kaja Juvan       | 1er tour (1/64) | Yuriko Miyazaki  |

N.B. : à droite du résultat se trouve le nom de l'ultime adversaire.

### En double dames
| Année | Open d'Australie            | Open d'Australie          | Internationaux de France | Internationaux de France | Wimbledon                    | Wimbledon               | US Open                      | US Open               |
| ----- | --------------------------- | ------------------------- | ------------------------ | ------------------------ | ---------------------------- | ----------------------- | ---------------------------- | --------------------- |
| 2015  | —                           | —                         | —                        | —                        | 2e tour (1/16) A. Panova     | Hsieh S.-w. F. Pennetta | 2e tour (1/16) A. Panova     | K. Knapp R. Vinci     |
| 2016  | 2e tour (1/16) A. Panova    | A. Hlaváčková L. Hradecká | 1/2 finale S. Kuznetsova | C. Garcia K. Mladenovic  | 1er tour (1/32) M. Niculescu | A. Panova S. Rogers     | —                            | —                     |
| 2018  | —                           | —                         | —                        | —                        | —                            | —                       | 2e tour (1/16) V. Diatchenko | E. Mertens D. Schuurs |
| 2019  | 2e tour (1/16) D. Gavrikova | R. Atawo K. Srebotnik     | —                        | —                        | 1er tour (1/32) A. Panova    | S. Stosur Zhang S.      | 1er tour (1/32) M. Niculescu | V. Azarenka A. Barty  |

N.B. : le nom de la partenaire se trouve sous le résultat ; le nom des ultimes adversaires se trouve à droite.

## Parcours en «Premier Mandatory» et «Premier 5»
Découlant d'une réforme du circuit WTA inaugurée en 2009, les tournois WTA « Premier Mandatory » et « Premier 5 » constituent les catégories d'épreuves les plus prestigieuses, après les quatre levées du Grand Chelem.

### En simple dames
| Année |              | Premier Mandatory       | Premier Mandatory             | Premier Mandatory        | Premier Mandatory |       | Premier 5 | Premier 5                  | Premier 5                  | Premier 5 | Premier 5 | Premier 5 | Premier 5 |
| Année | Indian Wells | Miami                   | Madrid                        | Pékin                    |                   | Dubaï | Rome      | Canada                     | Cincinnati                 | Wuhan     | Wuhan     |           |           |
| Année | Indian Wells | Miami                   | Madrid                        | Pékin                    | Doha              |       | Rome      | Canada                     | Cincinnati                 | Wuhan     | Wuhan     |           |           |
| Année | Indian Wells | Miami                   | Madrid                        | Pékin                    |                   |       | Rome      | Canada                     | Cincinnati                 | Wuhan     | Wuhan     |           |           |
| 2016  |              | 2e tour (1/32) R. Vinci | 2e tour (1/32) Bacsinszky     | 1er tour (1/32) K. Knapp |                   |       |           | 2e tour (1/16) A. Petkovic | 1er tour (1/32) I.-C. Begu |           |           |           |           |
| 2019  |              |                         | 1er tour (1/64) P. Parmentier | 1er tour (1/32) S. Halep |                   |       |           |                            |                            |           |           |           |           |

Sous le résultat, l’ultime adversaire.

## Parcours en Fed Cup
| #                                                                | Date       | Lieu     | Surface      | Gagnante(s)                 | Perdante(s)                           | Score            |          |
|                                                                  |            |          |              |                             |                                       |                  |          |
| 2013 - Finale (groupe mondial) - Italie - Russie - 4 : 0         |            |          |              |                             |                                       |                  |          |
| 1                                                                | 02/11/2013 | Cagliari | Terre (ext.) | Karin Knapp Flavia Pennetta | Margarita Gasparyan Irina Khromacheva | 4-6, 6-2, [10-4] | Parcours |
|                                                                  |            |          |              |                             |                                       |                  |          |
| 2016 - Barrage (groupe mondial I) - Russie - Biélorussie - 2 : 3 |            |          |              |                             |                                       |                  |          |
| 2                                                                | 16/04/2016 | Moscou   | Terre (int.) | Victoria Azarenka           | Margarita Gasparyan                   | 6-2, 6-3         | Parcours |
| 2                                                                | 16/04/2016 | Moscou   | Terre (int.) | A. Sasnovich                | Margarita Gasparyan                   | 4-6, 6-1, 7-5    | Parcours |

## Classements WTA en fin de saison
| Année          | 2011 | 2012 | 2013 | 2014 | 2015 | 2016 | 2017 | 2018 | 2019 | 2020 | 2021 | 2022 | 2023 | 2024 |
| Rang en simple | 648  | 231  | 318  | 217  | 62   | 119  | –    | 105  | 100  | 125  | 164  | –    | 888  | 1398 |
| Rang en double | 747  | 280  | 243  | 99   | 75   | 41   | –    | 218  | 93   | 255  | 1604 | –    | –    | 821  |

Source : (en) Classements de Margarita Betova sur le site officiel de la Fédération internationale de tennis

## Records et statistiques

### Victoires sur le top 10
Toutes ses victoires sur des joueuses classées dans le top 10 de la WTA lors de la rencontre.
| Légende         |
| Grand Chelem    |
| Jeux olympiques |
| Masters         |
| Premier         |
| Elite Trophy    |
| Intern'l        |
| Fed Cup         |

| # |        |  | Tournoi    | Année | Surface    |  | Adversaire      | Rang  | Tour | Score          | Tableau |
| - | ------ |  | ---------- | ----- | ---------- |  | --------------- | ----- | ---- | -------------- | ------- |
| 1 | no 137 |  | Linz       | 2018  | Dur (int.) |  | Kiki Bertens    | no 10 | 1/8  | 7-5, 2-6, 7-63 | Tableau |
| 2 | no 62  |  | Birmingham | 2019  | Gazon      |  | Elina Svitolina | no 7  | 1/32 | 6-3, 3-6, 6-4  | Tableau |